# Radgoszcz (gmina)
Radgoszcz – gmina wiejska w województwie małopolskim, w powiecie dąbrowskim. W latach 1975–1998 gmina położona była w województwie tarnowskim.
Siedziba gminy to Radgoszcz.
Według danych z 30 czerwca 2004 gminę zamieszkiwało 7278 osób.

## Struktura powierzchni
Według danych z roku 2002 gmina Radgoszcz ma obszar 88,3 km², w tym:
- użytki rolne: 74%
- użytki leśne: 15%

Gmina stanowi 16,75% powierzchni powiatu.

## Demografia

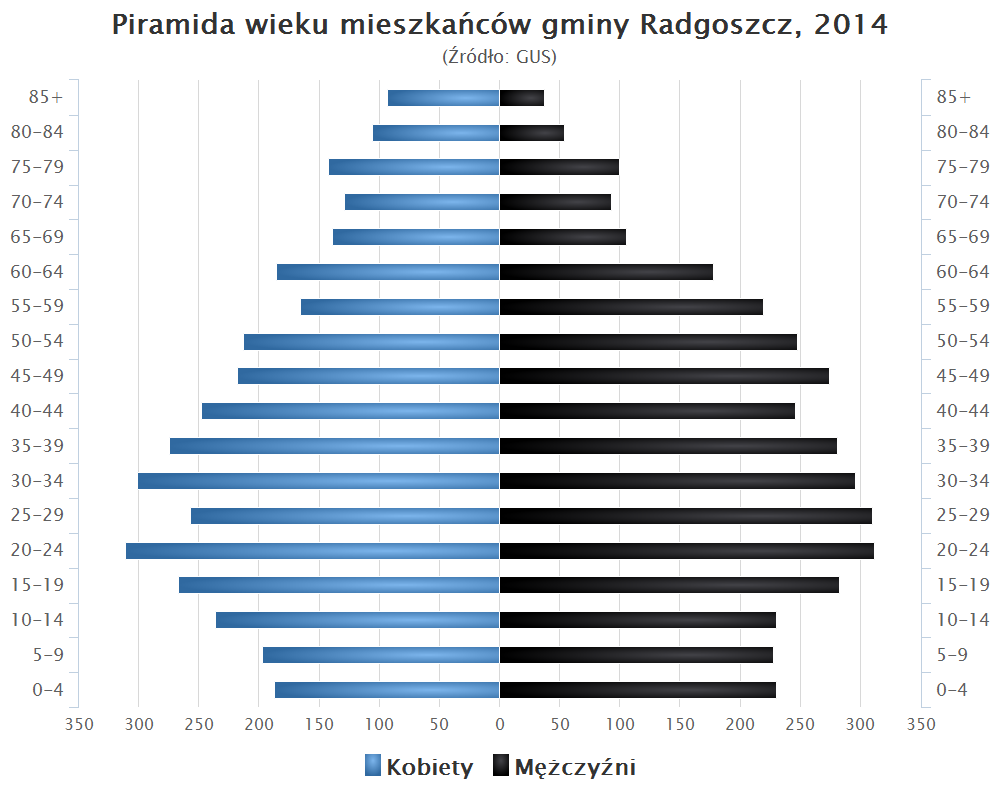
Piramida wieku mieszkańców gminy Radgoszcz w 2014 roku

Dane z 30 czerwca 2004:
| Opis                              | Ogółem | Ogółem | Kobiety | Kobiety | Mężczyźni | Mężczyźni |
| --------------------------------- | ------ | ------ | ------- | ------- | --------- | --------- |
| jednostka                         | osób   | %      | osób    | %       | osób      | %         |
| populacja                         | 7278   | 100    | 3617    | 49,7    | 3661      | 50,3      |
| gęstość zaludnienia (mieszk./km²) | 82,4   | 82,4   | 41      | 41      | 41,5      | 41,5      |

## Miejscowości
Luszowice, Małec, Radgoszcz (sołectwa: Radgoszcz I, Radgoszcz II i Radgoszcz III), Smyków, Żdżary.

## Sąsiednie gminy
Czarna, Dąbrowa Tarnowska, Lisia Góra, Radomyśl Wielki, Szczucin, Wadowice Górne
Zobacz też: gmina Radogoszcz